# جماعة بيت المقدس الإسلامية
جامعات بيت المقدس الإسلامية هي جماعة مُسلّحة نشطت خلال الحرب الأهلية السورية منذ أوائل عام 2015. أشاد الكثير من المُراقبين في البداية بما قامت به الجماعة أوائل عام 2015 حيث حاربت تنظيم الدولة الإسلامية (داعش) وتوسّعت على حسابه في محافظة الحسكة. بالرغم من أنّ المجموعة تستخدم شعارا مماثلا للذي يستخدمه تنظيم داعش إلا أنها لا ترتبط معه بأي شكل من الأشكال؛ فحسبَ البيان الرسمي الذي أصدرته الجماعة فإنها تصف نفسها «بالجماعة الإسلامية التي تعمل على نشر دين الله كما تُحاول جعل كلمة الله هي العليا» ومع ذلك؛ لم تُظهر الجماعة في وقت لاحق أي أعمال عدائية تجاه داعش مما تسبب في شكوك حولها وحول ما تقوم به في سوريا. لم تُشارك الجماعة المسُلّحة في هجوم درعا (مارس–أبريل 2016) كما لم تدعم أي من فرقاء المعارضة السورية في حربهم ضد داعش أو حتى ضد نظام الأسد.
في أوائل ومنتصف عام 2017 أعلنت المجموعة عبر بيان لها عن انضمامها لغرفة عمليات البنيان المرصوص ثم شاركت في وقت لاحق في العديد من الهجمات في درعا ضد القوات الموالية للحكومة. قرار انضمام الجماعة إلى غرفة عمليات البيان رفقة باقي فصائل المعارضة خلّف الكثير من الجدل حينها مما دفع بالعديد من مقاتلها إلى الانشقاق وتفضيل الانضمام إلى جيش خالد بن الوليد التابع لداعش أو على الأقل تقديم الاستقالة والعودة إلى المنزل.